# ¡Buena suerte, Charlie!
¡Buena suerte, Charlie! (título original en inglés: Good Luck, Charlie!) es una serie de televisión estadounidense de comedia familiar y adolescente, que se emitió desde el 4 de abril de 2010 hasta el 16 de febrero de 2014 en Disney Channel. La serie fue creada por Phil Baker y Drew Vaupen, quienes querían crear una serie que le gustase a todo el público, en lugar de solo a los niños. Gira en torno a una familia de Denver, los Duncan, mientras tratan de adaptarse a los nacimientos de su cuarta y quinto hijos, Charlotte 
«Charlie» Duncan (Mia Talerico) y Tobias «Toby» Duncan. En cada episodio, Teddy Duncan (Bridgit Mendler) crea un video diario que contiene consejos para Charlie sobre su familia y su vida como adolescente. Teddy intenta mostrar a Charlie lo que podría pasar cuando sea mayor en los videos diarios para referencia futura. Cada diario en vídeo termina con Teddy (o alguien más de la familia, incluso Charlie) diciendo la frase del mismo nombre, «¡Buena suerte, Charlie!»
Entre otras decisiones, los ejecutivos cambiaron el título de la serie de Oops a Love, Teddy y finalmente a Good Luck, Charlie! con el fin de asegurar que la serie tuviera un llamamiento a todos los miembros de la familia. Good Luck, Charlie! se estrenó en Disney Channel en los Estados Unidos el 4 de abril de 2010, en Latinoamérica el 10 de julio de 2010, y en España el 8 de octubre de 2010. Good Luck, Charlie! fue renovada para una segunda temporada, con el comienzo de la producción en agosto de 2010 con un estreno de la temporada el 20 de febrero de 2011. La serie también contó con una película titulada Good Luck Charlie, It's Christmas!, que comenzó su producción en marzo de 2011 para su estreno en diciembre de 2011.
El 29 de agosto de 2011, Disney Channel anunció que había renovado la serie para una tercera temporada. La tercera temporada se estrenó el 6 de mayo de 2012 y concluyó el 20 de enero de 2013. El 12 de julio de 2012, Disney Channel anunció que renovó la serie para una cuarta temporada. De acuerdo con una entrevista a Fuse, Mendler declaró cuarta temporada sería la última temporada de la serie. La cuarta temporada se estrenó el 28 de abril de 2013. El último episodio, Good Bye, Charlie! fue un episodio doble de una hora que se estrenó el 16 de febrero de 2014.

## Sinopsis
La serie se centra en la familia Duncan, que intentan adaptarse al nacimiento de su cuarta hija, Charlie Duncan (Mia Talerico). Cuando sus padres, Amy (Leigh-Allyn Baker), una enfermera, y Bob (Eric Allan Kramer), un exterminador de plagas, vuelven al trabajo, piden a sus tres hijos mayores, PJ (Jason Dolley), Teddy (Bridgit Mendler) y Gabe (Bradley Steven Perry) que ayuden a cuidar a su hermanita. Al mismo tiempo, Teddy, PJ, y Gabe tratan de hacer frente a la escuela y los típicos problemas sociales en sus vidas.
Los eventos de cada episodio suelen ser para un video diario que Teddy está haciendo para su hermana menor. Teddy espera que los videos le ofrezcan consejos útiles para Charlie después de que ambas hayan crecido y Teddy se mude. Durante la película, Amy le revela a Teddy que está embarazada de su quinto hijo, pero esta historia no se incluye en la serie hasta la tercera temporada, durante la cual Amy da a luz a un niño, Toby. Cada episodio termina, después del video diario, con un evento que es extraño y que generalmente no es parte de la trama de ninguna manera.

## Elenco y personajes

### Principales

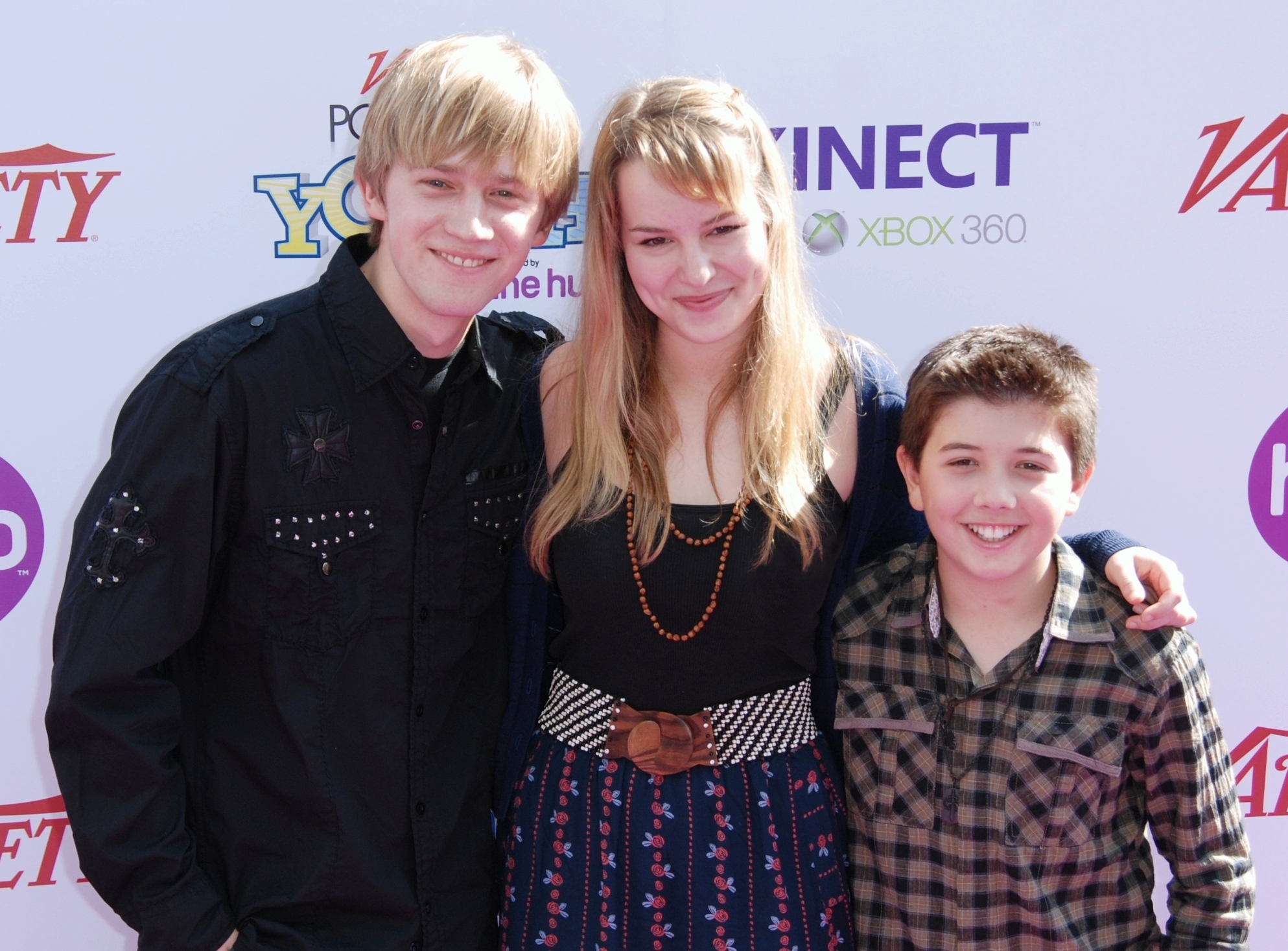
Dolley, Mendler y Perry interpretan a los 3 hijos mayores de la familia Duncan.

- Bridgit Mendler como Teddy Duncan, es la segunda hija de los Duncan, es una joven inteligente y muy culta, intrusiva y cuidadosa. Sintiendo que no estará tanto cuando Charlie crezca, ella produce y dirige los video diarios para ella, con la esperanza de que le den consejos que la ayuden a tener éxito en su adolescencia. Ella produce estos video diarios al final de cada episodio, y al final de cada video diario dice "Buena suerte, Charlie". A lo largo de la serie, el principal interés amoroso de Teddy es Spencer, con él cual comienza una relación en la primera temporada, pero llegan a terminar y volver en varias ocasiones. Al final de la serie, es aceptada en la Universidad Yale y graba su último video diario.
- Leigh-Allyn Baker como Amy Duncan, es la madre protectora y cómica de PJ, Teddy, Gabe, Charlie y Toby, y la esposa de Bob. Amy trabajó como enfermera, pero con el nacimiento de Charlie, deja su trabajo y se dedica a ama de casa a tiempo completo, sin embargo, regresa a su trabajo de vez en cuando. Ella ama a su familia y hace todo lo posible para cuidarlos y protegerlos. Es notoriamente engreída y disfruta alardear de sus logros, ya sean admirables, reales o de otro tipo. Amy es una mujer talentosa, sabe cantar y bailar, siendo su mayor sueño convertirse en una gran estrella. Al final de la serie se vuelve presentadora de Buenos días Denver.
- Bradley Steven Perry como Gabriel «Gabe» Duncan, es el tercero e hijo del medio de los Duncan. Es un joven rebelde, bromista sarcástico y perezoso, que al comienzo no aprueba la llegada de Charlie, aunque al final la termina aceptando. También le gusta hostigar y burlarse de la señora Dabney, a quien encuentra molesto. En la cuarta temporada inicia una relación con Lauren, la nieta de la señora Dabney.
- Mia Talerico como Charlotte «Charlie» Duncan, es la cuarta e hija menor de los Duncan, es una niña traviesa y alegre. Al principio del programa es la nueva hija de los Duncan, con la cual sus hermanos lidian con el hecho de tener una nueva hermana, teniendo la tarea de cuidarla. En la tercera temporada, su personalidad comienza a desarrollarse, ya que es vista como astuta y traviesa. Ante la llegada de Toby, Charlie toma la posición que tomó Gabe al inicio de la serie, en no aceptar la llegada de un nuevo bebé.
- Eric Allan Kramer como Bob William Duncan, es el padre de PJ, Teddy, Gabe, Charlie y Toby, y el esposo de Amy. Es el dueño de su propia empresa de exterminadores llamada "Bob mataplagas". Es un padre severo y cuidador que se está quedando calvo. En la tercera temporada, Bob baja de peso y comienza a ser musculoso. Al final de la serie, se vuelve el socio de su hijo en su negocio.
- Jason Dolley como PJ Duncan, es el hijo mayor de los Duncan. Es un joven torpe, descuidado e infantil, aunque ingenioso, creativo e inteligente de vez en cuando. A menudo pelea con Teddy. Es un joven talentoso que sabe cantar y tocar la guitarra, además que sabe ser un buen cocinero. PJ ocasionalmente usa a su hermana menor Charlie para su beneficio personal, además, trabaja en el Kwikki Chikki. En la tercera temporada se muda con su mejor amigo Emmett a un cuarto compartido, aunque visita regularmente a su familia. En la cuarta temporada, se gradua de la escuela de cocina, y compra un camión de comida, y su papá se vuelve su socio. PJ mantuvo una relación con Skyler en las primeras dos temporadas, volviendo en el capítulo final de la serie.

### Secundarios
- Patricia Belcher como la señora Estelle Dabney (temporadas 1-4), la vecina de los Duncan. No suele llevarse bien con Gabe principalmente.
- Raven Goodwin como Ivy Wentz (temporadas 1-4), la mejor amiga de Teddy, la cual suele usar ropa de estampado de animales.
- Shane Harper como Spencer Walsh (temporadas 1-4), es el novio y principal interés amoroso de Teddy. Luego de varias rupturas con Teddy, debió ganarse a la familia y amigos de Teddy nuevamente.
- Micah Williams como Emett Williams (temporadas 1-4), el mejor amigo de PJ y enamorado de Teddy.
- Ellia English como Mary Lou Wentz (temporadas 1-4), la madre de Ivy y amiga de Amy.
- Tucker Albrizzi como Jake Marcan (temporadas 1-4), amigo de Gabe.
- Samantha Boscarino como Skyler (temporadas 1-2, 4), una joven torpe compañera y amiga de Teddy, exnovia de Spencer, novia y principal interés amoroso de PJ.
- G. Hannelius como Jo Keener (temporadas 1-2), una compañera de clases de Gabe.
- Doug Haley como Walter (temporadas 1-4), amigo y compañero de clases de Teddy.
- Ericka Kreutz como Debbie Dooley (temporadas 2-4), la nueva vecina irritante de los Duncan.
- Brooke Dillman	como Karen (temporadas 2-3), la antigua jefa en el trabajo de Amy.
- William Allen Young como Harry Wentz (temporadas 2-4), el padre de Ivy.
- Daniel Curtis Lee como Raymond (temporada 2), el exnovio de Ivy y amigo de Spencer.
- Phil Abrams como el maestro Paiper (temporadas 2-4), uno de los maestros de Teddy.
- Reid Ewing como Derek (temporada 2), antiguo enamorado de Teddy.
- Andrew Caldwell como Gravy (temporadas 2-4), un amigo de PJ y compañero en la escuela de cocina.
- Cyrina Fiallo como Vonnie (temporadas 3-4), una joven tímida y amiga de Teddy.
- Coco Jones como Kelsey (temporadas 3-4), una amiga de Teddy.
- Kevin Covais como Victor Deleseur (temporadas 3-4), amigo y compañero de Teddy.
- Dan Desmond como Bert Dugan (temporadas 3-4), el rival de Bob.
- Jaylen Barron como Lauren Dabney (temporada 4), la nieta de la señora Dabney y la novia de Gabe.
- Luke Benward como Beau Landry (temporada 4), un empleado de Bob e interés amoroso de Teddy.
- Logan Moreau como Toby Duncan (temporada 4), el nuevo hijo de los Duncan. El personaje fue introducido en la tercera temporada.

## Episodios
| Temporada | Temporada | Episodios | Episodios | Emisión original       | Emisión original        |
| Temporada | Temporada | Episodios | Episodios | Primera emisión        | Última emisión          |
| --------- | --------- | --------- | --------- | ---------------------- | ----------------------- |
|           | 1         | 26        | 26        | 4 de abril de 2010     | 30 de enero de 2011     |
|           | 2         | 30        | 30        | 20 de febrero de 2011  | 27 de noviembre de 2011 |
|           | Película  | Película  | Película  | 2 de diciembre de 2011 | 2 de diciembre de 2011  |
|           | 3         | 21        | 21        | 6 de mayo de 2012      | 20 de enero de 2013     |
|           | 4         | 20        | 20        | 28 de abril de 2013    | 16 de febrero de 2014   |

## Producción
El episodio piloto «Study Date», se grabó el 6 de febrero de 2009 en los Sunset Bronson Studios, y más tarde, el mismo año la serie fue elegida.
Good Luck Charlie fue creada por Phil Baker y Drew Vaupen, quienes han estado escribiendo juntos desde 2005, han escrito desde Suddenly Susan hasta Sonny With a Chance. El par espiraba a crear una serie que llamara la atención de la familia entera y no tan solo de niños. Inspirados por el éxito de series tales como Full House y George Lopez, con audiencias jóvenes, Vaupen y Baker giraron hacia la creación de comedias familiares. «Queríamos hacer un programa acerca una familia, para volver a las comedias familiares y hacerlo sobre una familia real, no hechiceros, ninguna estrella del pop, que nadie tenga un programa de televisión», dijo Vaupen refiriéndose a Wizards of Waverly Place, Hannah Montana y Sonny With a Chance.
El veterano escritor y productor Dan Staley se unió más tarde a la serie como productor ejecutivo. Gary Marsh dijo «por que la mayoría de las cadenas de televisión abandonaron las comedias tradicionales, Disney ha sido capaz de aprovechar un montón de experimentados talentos detrás de las cámaras, incluyendo al productor ejecutivo Dan Staley».
La familia central de Buena Suerte Charlie, los Duncans de Denver, Colorado, fueron cuidadosamente diseñada para un gran atractivo. Mientras que la serie se contaba principalmente a través del punto de vista de los niños Duncan, los padres de los niños, Amy y Bob, estaban menos en la periferia y los escritores intentaban agregar escenas con las que los espectadores adultos pudieran identificarse. Por ejemplo, en una escena en el episodio piloto, Amy le confiesa a Bob que está abrumada por volver a ser una nueva madre trabajadora. «No está segura de poder hacer esto», dijo Bonnet. «Y solo tocar esa escena de la manera que lo hicimos, una escena muy real entre marido y mujer, hace que este espectáculo sea diferente». Los escritores también intentaban incluir bromas para los espectadores adultos sin dejar de ser lo suficientemente castos para su público objetivo joven. A diferencia de la mayoría de las series anteriores de Disney Channel, como Sonny with a Chance, Hannah Montana o Cory in the House, ambos padres son vistos en la familia Duncan. «Se sintió como el momento adecuado para tener un espectáculo con dos padres, para desacreditar el mito de que Disney nunca tuvo a la madre en la imagen», dijo Adam Bonnett.
Debido a que una serie acerca de los ricos y famosos podría alienar a los televidentes en una economía turbulenta, hicieron a los Duncan clase media. Según Gary Marsh, presidente de entretenimiento de Disney Channel Worldwide, «lo que queremos hacer es reconocer la realidad de los tiempos en que vivimos, donde trabajan dos padres, donde se espera que los niños ayuden en la casa de manera significativa. Los problemas de la vida suceden. Todo el mundo no está viviendo La vida de Riley todo el tiempo».

### Nombre
Ampliar el atractivo de Disney Channel fue una preocupación al elegir los nombres de los personajes y el título de la serie. «Quieres un título que diga, a) esta es una comedia y, b) esto es algo que interesará a los principales grupos demográficos, pero también estamos tratando de expandir la marca de Disney más allá de las chicas», comentó Vaupen. El título de la serie era originalmente Love, Teddy, la frase que Teddy usaba para finalizar sus entradas de diario de video durante el desarrollo. Sin embargo, «Love, Teddy inmediatamente se sintió feminizada y casi excluye a los niños», dijo Vaupen. «Tampoco queríamos tener la palabra «Baby» en el título porque eso excluiría a ciertas personas». La bebé Ducan fue originalmente llamada «Daisy» durante el desarrollo, pero los productores pensaron que «Charlie», que generalmente es un nombre masculino, atraería a más niños.

### Casting
Como Good Luck Charlie tiene un bajo concepto y está basado en los personajes, «los actores no solo tenían que llevar el espectáculo, sino que también tenían que tener una química perfecta para hacer que la dinámica familiar fuera creíble».  Bonnet dijo que los ejecutivos de Disney Channel «simplemente se enamoraron» de Bridgit Mendler, quien interpretó a la adolescente Teddy Duncan.  «Ella tiene todos los atributos de una estrella de Disney», dijo Bonnet.  Mendler se enteró por primera vez sobre Good Luck Charlie a finales de noviembre de 2008. Después de varias rondas de audiciones y lecturas del elenco, finalmente se aseguró la parte en enero de 2009.  Mendler y Jason Dolley, quien interpretó al hermano mayor de Teddy, PJ, han protagonizado  series y películas anteriores de Disney Channel antes de que ambos fueran elegidos en Good Luck Charlie; Mendler tuvo un papel recurrente en Wizards of Waverly Place y Dolley protagonizó Cory in the House y numerosas películas de televisión de Disney Channel. Brian Lowry, de la revista Variety, dijo que «sus carreras reflejan la habilidad del canal de Disney para identificar a los artistas jóvenes y pasarlos de un proyecto a otro, de una manera que recuerda al antiguo sistema de estudio». Tanto Eric Allan Kramer, que interpretó a Bob Duncan, como Leigh-Allyn Baker, que interpretó a Amy Duncan, también han actuado como invitados en anteriores programas de Disney Channel, y tanto Kramer como Baker actuaron respectivamente en un episodio de la serie de NBC My Name Is Earl, donde los escritores Charlie Erika Kaestle y Patrick McCarthy habían servido como escritores y productores supervisores. Tanto Baker como Kramer se encontraban en el mismo episodio de la serie de NBC Will & Grace, titulado Sour Balls. Baker dijo que Disney había estado «cortejándola por un tiempo para interpretar a una madre», pero que siempre se había sentido demasiado joven. «Siento como si oyeras, ¿sabes qué? Cuando termine con esta temporada, en realidad tendré la edad que todo el mundo cree que soy capaz de jugar el papel».  Baker, que era una madre nueva, tenía nueve meses de embarazo en el momento en que audicionó para el papel. 
Como la mayoría de las series con actores bebés, los productores de Good Luck Charlie originalmente tenían la intención de tener gemelos idénticos interpretando a Charlie Duncan, el personaje principal y el nuevo bebé de los Duncan.  La contratación de dos bebés permitiría días de trabajo más largos sin violar las leyes de trabajo infantil, así como la capacidad de sustituir a un niño por el otro si no estuviera disponible. Sin embargo, los productores del espectáculo no tuvieron éxito en encontrar el grupo adecuado de gemelos y decidieron elegir a Mia Talerico en su lugar.  Marsh dijo que en el casting de Talerico, que tenía diez meses en el momento de su selección para el papel, era su mayor riesgo al crear la serie: «Es como volar sin una red. Puede tener un mal día y no podemos filmar y nos costará decenas de miles de dólares. Pero hasta ahora, todo bien. Es la actriz más obediente con la que he trabajado.»

## Recepción

### Recepción crítica
La serie obtuvo críticas positivas. Robert Lloyd de Los Angeles Times la describió como «una comedia de situación profesional de los profesionales de la comedia de situación» con chistes eficientes y personajes típicos de comedias de situación, y situaciones que están «arregladas intencionalmente». Sin embargo, Lloyd elogió la serie por ofrecer una «imagen contextualmente nueva de una adolescente cuidando a su hermanita con una indiferencia persuasiva y una facilidad práctica que trasciende la enérgica comedia que lo rodea». Neal Justin, de Star Tribune, dijo que «la comedia de situación cargada de risas y carcajadas» no tenía cualidades de redención aparte de «mantener a tu hijo de 11 años sedado durante media hora». Rob Owen de Pittsburgh Post-Gazette dijo que Buena suerte Charlie atraería a los niños, pero no a los adultos. «Los padres han visto el mismo tipo de espectáculo antes y mejor en la alineación TGIF de ABC de la década de 1980», escribió Owen. Por el contrario, Brian Lowry, de la revista Variety, dijo que Buena suerte Charlie fue «un retroceso sorprendentemente refrescante para las comedias de situación de estilo TGIF de ABC». Comentó que si bien la serie no «impulsaba los límites de la comedia de situación», era «vivaz» y «agradablemente manejada».

### Espectadores
La serie se estrenó con 4.7 millones de espectadores, convirtiéndose en el estreno de la serie más premiada para una serie original de Disney Channel desde The Suite Life on Deck en 2008, y el programa de cable de mayor audiencia de la semana. Maclean informó que, en general, la primera temporada «ha estado funcionando tan bien como los programas más exitosos de Disney: The Suite Life y demás». 
El 24 de junio de 2012, el episodio Special Delivery se convirtió en el episodio más visto de la serie, con 7.48 millones de espectadores, superando el episodio Snow Show (Part 1)0 que tuvo 7.24 millones de espectadores y el episodio Good Luck Jessie NYC Christmas que obtuvo 5.8 millones de espectadores y el episodio piloto de la serie Study Date, que tuvo 4.68 millones de espectadores. El episodio menos visto fue The Inusual Suspects con 1.9 millones de espectadores. 

### Controversia
El 26 de enero de 2014, Disney Channel cumplió un hito ya que como canal infantil estrenó el episodio Down a Tree, donde apareció una pareja de lesbianas. Si bien este recibió críticas positivas, causó controversia en los sectores más conservadores de Estados Unidos. De hecho, One Million Moms (grupo conservador dependiente de American Family Association), exigió a Disney que no emitiera el dicho episodio. No obstante, un portavoz de Disney dijo que el objetivo del episodio era «hacer que los niños y familias alrededor del mundo reflexionaran sobre temas como la diversidad». El episodio fue estrenado de todas formas, y se emitió el 10 de abril de 2014 en Latinoamérica, excepto en Brasil, donde el episodio nunca fue emitido en Disney Channel, siendo visto con el doblaje en portugués solamente en Netflix Brasil.

## Música
Lista de canciones relativas a Good Luck Charlie:
- «Hang in There Baby» — Tema principal de la serie de televisión y fue interpretada por Bridgit Mendler.
- «I'm Gonna Run to You» — Coescrita e interpretada por Mendler y apareció la película Good Luck Charlie, It's Christmas!. Fue lanzado en iTunes el 12 de noviembre de 2011.[10]
- «You're Something Beautiful» — Incluida en el episodio especial de 1 hora, Special Delivery y fue interpretada por Mendler.
- «One Step Closer» — Interpretada por Shane Harper, apareció en el episodio Battle of the Bands como la canción que interpreta Spencer en un concurso de Battle of the Bands en el que también particiron Teddy, Skyler, PJ y Emmett. La canción está en el álbum homónimo de Harper.
- «My Song for You» — Interpretada por Mendler y Harper, apareció en el episodio navideño de la tercera temporada A Duncan Christmas. Está incluida en la compilación navideña Holiday Playlist, en 2012. «My Song for You» alcanzó el número dos en la lista de Billboard Kid Digital Songs y el tres en Holiday Songs
- «Your Song» — Originalmente de Elton John,  Mendler y Harper realizaron un cover en el episodio final, Good Bye Charlie.

## Adaptación india
Una adaptación india de la serie titulado Best of Luck Nikki se estrenó en Disney Channel India el 3 de abril de 2011. Sheena Bajaj interpretó a Dolly Singh, un personaje similar al de Teddy Duncan, Ananya Kolvankar interpretó a Nikita «Nikki» Singh, un personaje similar al de Charlie y Gurdeep Kohli a Himani Singh, un personaje similar al de Amy. La serie tuvo 4 temporadas, 104 episodios y 3 episodios especiales y terminó el 16 de abril de 2016.

## Premios y nominaciones
| Año  | Premio                            | Categoría                                                                              | Candidato               | Resultado |
| ---- | --------------------------------- | -------------------------------------------------------------------------------------- | ----------------------- | --------- |
| 2010 | Teen Choice Awards                | TV Elección: Estrella Revelación Femenina                                              | Bridgit Mendler         | Nominada  |
| 2010 | Hollywood Teen TV Awards          | Actor de Selección Adolescente: Comedia                                                | Jason Dolley            | Nominado  |
| 2010 | Hollywood Teen TV Awards          | Serie de Selección Adolescente: Comedia                                                | ¡Buena suerte, Charlie! | Nominado  |
| 2011 | Young Artist Awards               | Mejor actuación en una serie de televisión (Comedia o drama) - actor joven de reparto  | Bradley Steven Perry    | Nominado  |
| 2011 | Young Artist Awards               | Mejor Actuación en una Serie de Televisión - Actor Joven Invitado, de 10 Años o Menos  | Tucker Albrizzi         | Ganador   |
| 2011 | Young Artist Awards               | Mejor Actuación en una Serie de Televisión - Actriz Joven Invitada, de 11-15 Años      | Ryan Newman             | Nominada  |
| 2011 | British Academy Children's Awards | Voto de los Niños BAFTA: Televisión                                                    | ¡Buena suerte, Charlie! | Ganador   |
| 2012 | Kids Choice Awards                | Serie de televisión favorita                                                           | ¡Buena suerte, Charlie! | Nominado  |
| 2012 | Kids Choice Awards                | Actriz de televisión favorita                                                          | Bridgit Mendler         | Nominada  |
| 2012 | Young Artist Awards               | Mejor actuación en una serie de televisión - actor joven de reparto                    | Bradley Steven Perry    | Nominado  |
| 2012 | Young Artist Awards               | Mejor actuación en una serie de televisión - actor joven invitado, de 18-21            | Booboo Stewart          | Nominado  |
| 2012 | British Academy Children's Awards | Voto de los Niños BAFTA: Televisión                                                    | ¡Buena suerte, Charlie! | Ganador   |
| 2012 | Premios Primetime Emmy            | Mejor programa infantil                                                                | ¡Buena suerte, Charlie! | Nominado  |
| 2013 | Producers Guild Awards            | Mejor programa infantil                                                                | ¡Buena suerte, Charlie! | Nominado  |
| 2013 | Kids' Choice Awards               | Serie de televisión Favorita                                                           | ¡Buena suerte, Charlie! | Nominado  |
| 2013 | Kids' Choice Awards               | Actriz de televisión favorita                                                          | Bridgit Mendler         | Nominada  |
| 2013 | Young Artist Awards               | Mejor actuación en una serie de televisión - Actriz Joven Invitada, de 14-16           | Isabella Palmieri       | Ganadora  |
| 2013 | Young Artist Awards               | Mejor Actuación en una Serie de Televisión - Actriz Joven Invitada, de 10 Años o Menos | Gianna Gómez            | Nominada  |
| 2013 | Kids Choice Award México 2013     | Mejor Programa de TV Internacional                                                     | !Buena suerte, Charlie! | Nominado. |
| 2013 | Kids' Choice Awards Argentina     | Programa de TV internacional                                                           | !Buena suerte, Charlie! | Nominado. |
| 2014 | Kids Choice Awards Colombia 2014  | Mejor programa internacional                                                           | !Buena suerte, Charlie! | Nominado  |